# Cassida sanguinolenta

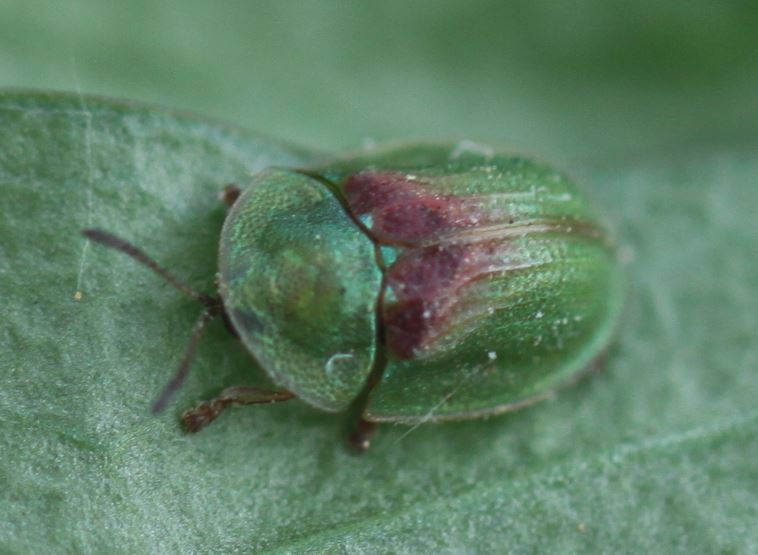
Cassida sanguinolenta

Cassida sanguinolenta ist ein Käfer aus der Familie der Blattkäfer (Chrysomelidae). Er gehört zur Unterfamilie der Schildkäfer (Cassidinae).

## Merkmale
Die Käfer erreichen eine Körperlänge von 4–5,5 mm. Am äußeren Rand weisen Halsschild und Flügeldecken eine Wölbung auf. Die Oberseite der Käfer (Halsschild und Flügeldecken) ist überwiegend grün. Reifere Tiere weisen ein rotes Basaldreieck auf den Flügeldecken auf. Das Schildchen ist grün. Fühler, Beine, Trochantere, Episterne und Epimere des Mesonotum sowie die Flügeldeckennaht und der breite Abdominalsaum sind gelb-braun gefärbt. Die Ventralseite der Käfer ist schwarz.

## Verbreitung
Die Käferart ist insbesondere in Mittel- und Nordeuropa verbreitet. Nach Süden reicht das Vorkommen bis nach Algerien, im Osten über Kleinasien und Westsibirien bis nach Kirgisistan.

## Lebensweise
Die Käferart nutzt als Wirts- und Nahrungspflanzen verschiedene Korbblütler, insbesondere die Gemeine Schafgarbe (Achillea millefolium) und das Rainfarn (Tanacetum vulgare). Sowohl die Larven als auch die Imagines fressen an deren Blättern. Die ausgewachsenen Käfer beobachtet man von April bis August.

## Taxonomie
Es werden zwei Unterarten unterschieden:
- Cassida sanguinolenta flaviventris Kraatz, 1873
- Cassida sanguinolenta sanguinolenta O.F. Müller, 1776